# Zrinski
De familie Zrinski (Hongaars: Zrínyi) was een Kroatisch-Hongaarse adellijke familie, die invloedrijk was tijdens de periode van de Turkenoorlogen, eerst in het koninkrijk Kroatië en Hongarije en later ook in Oostenrijk-Hongarije. Beroemde leden van deze familie waren onder andere ban (landvoogd) van Kroatië en werden beschouwd als nationale helden in zowel Kroatië als Hongarije. Ze werden vooral gevierd in de periode van de romantiek; deze stroming werd Zrinijada genoemd in het Kroatisch.

## Geschiedenis
De Zrinski's (betekent: "Zij van Zrin") waren een tak van de familie Šubić die ontstond toen koning Lodewijk I van Hongarije enkele van de forten van de Šubićes nodig had voor zijn toekomstige oorlogen tegen Venetië, de stad Zadar in het bijzonder.
In 1347 ontnam Lodewijk hun bezittingen bij Bribir (vroeger waren ze gekend als "prinsen van Bribir", of Knezovi Bribirski in het Kroatisch) en gaf hun de landerijen van Zrin met het Kasteel van Zrin erbij, in de Kroatische regio Banovina ten zuiden van de moderne stad Petrinja en ten westen van de stad Hrvatska Kostajnica.
De eerste Zrinski was George III Šubić van Breber (Kroatisch: Juraj III Šubić Bribirski), en nam de titel George I Zrinski (Kroatisch: Juraj I Zrinski). Zijn nicht, prinses Helena Šubić (Kroatisch: Jelena Šubić) trouwde op hetzelfde moment met Vladislav Kotromanić. Hun eerstgeboren kind, Tvrtko I, werd later ban van Bosnië en in 1377 koning van Bosnië. Hun nicht en tegelijk geadopteerde dochter, Elizabetha Kotromanić (Elisabeth van Bosnië), trouwde later met Lodewijk I van Hongarije. De dochters van Elisabeth en Lodewijk volgden hun vader op en werden beiden koninginnen, als Maria van Hongarije en Hedwig van Polen.
De Zrinski's waren Kroaten en speelden een belangrijke rol in de geschiedenis van de Kroatische staat, zowel voor als na hun aankomst in Zrin. Aan de andere hand werden ze ook geïdentificeerd als hungarus of natio hungarica. Met deze Latijnse termen werd iemand aangeduid "afkomstig uit Hongarije", ongeacht de gesproken  taal. Zij maakten deel uit van de adellijke families van Koninkrijk Hongarije.

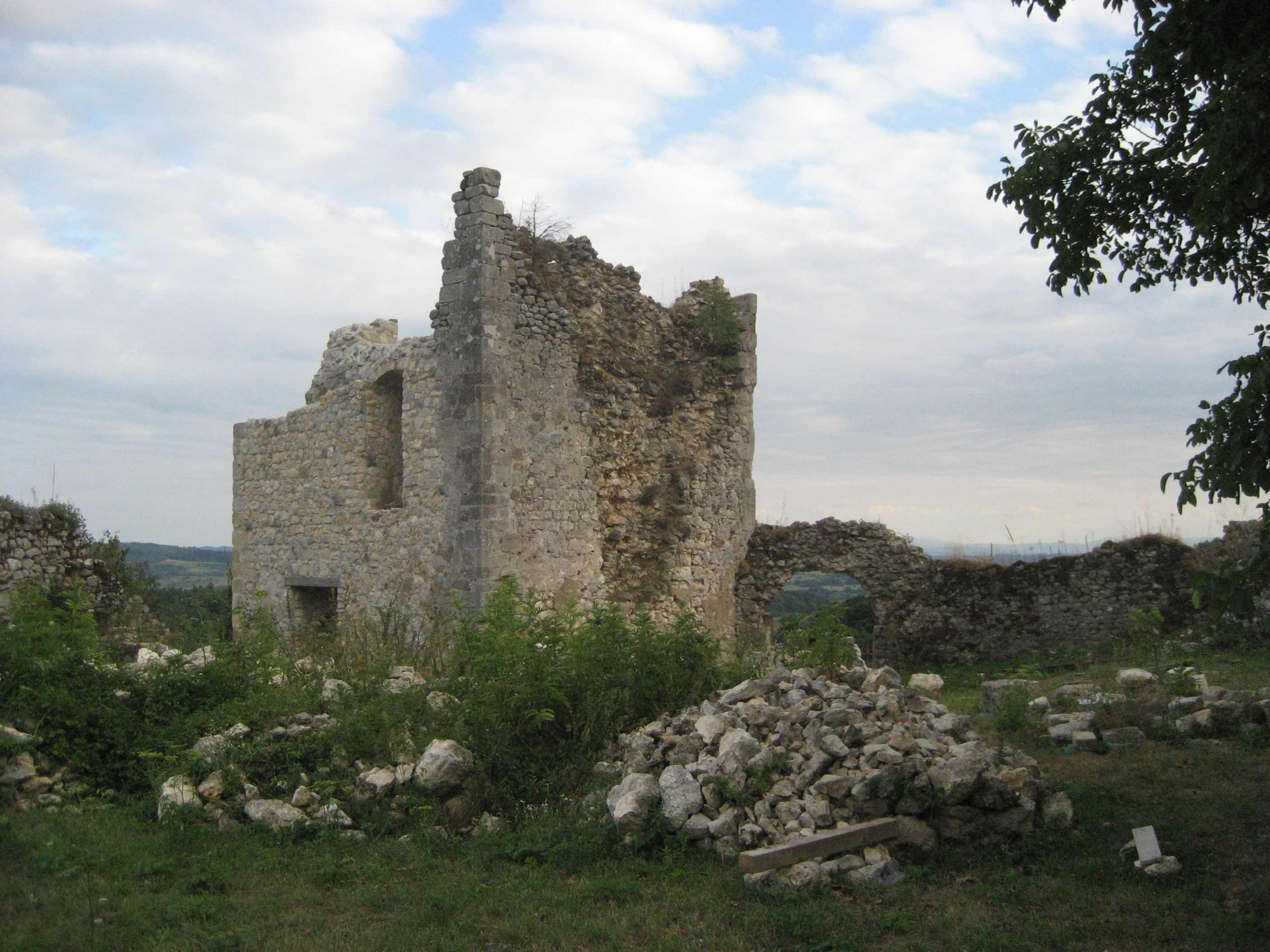
Ruïnes van Zrin, Kroatië

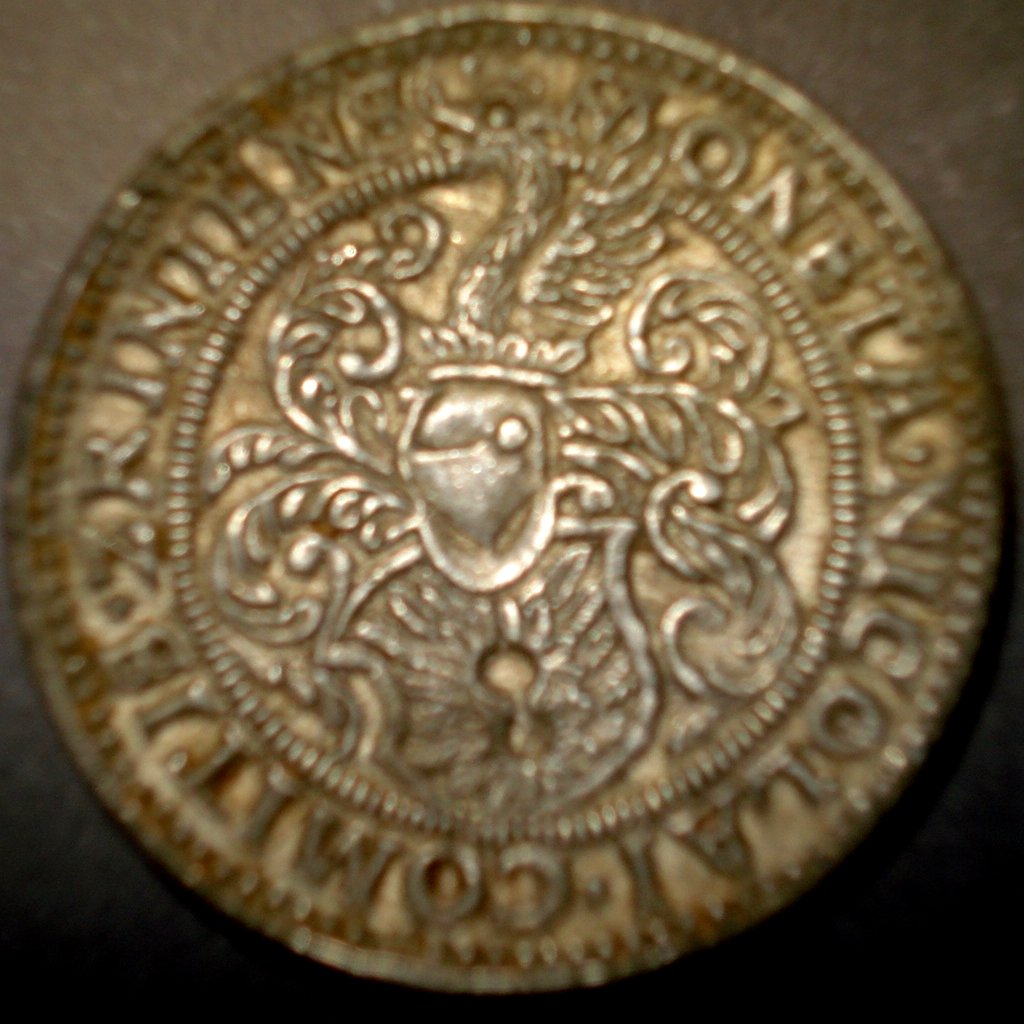
Oud wapenschild (tot 1554) van de familie, geslagen op een zilveren thalermunt van Nikola III Zrinski in het kasteel van Gvozdansko (vroege 16e eeuw)

Omdat ze woonden, werkten en trouwden met adel uit verschillende delen van het multi-etnische koninkrijk, was het vanzelfsprekend of werd toch verwacht dat ze vloeiend 4 of 5 talen konden praten. Het is zeker dat Nikola Zrinski op z'n minst Kroatisch, Hongaars, Italiaans, Turks en natuurlijk Latijn sprak. Het is ook van belang dat hij de  prominentste Hongaarse dichter van de 17e eeuw was, terwijl zijn broer Petar beroemd was vanwege zijn gedichten in het Kroatisch.
Reeds bij het einde van de twaalfde eeuw hielden de Šubićes, wier leengoed Bribir was, de titel van prins. Later werd hun macht traag maar zeker steeds groter, zodat ze het grondgebied tussen de rivieren Krka en Zrmanja en de zee in hun macht hadden in de 13e eeuw. Aan het begin van de 14e eeuw regeerde Paul I Šubić van Bribir over Bosnië tot helemaal aan de rivier de Drina. Later viel het stadje Zrin, waaraan ze hun naam te danken hebben, in hun handen. In de 16e eeuw verwierf ban Nikola Šubić Zrinski de heerschappij over de provincie Međimurje met hoofdstad Čakovec, helemaal in het noordelijkste punt van Kroatië. 
Het is niet algemeen bekend of er nog afstammelingen van de Zrinski's in leven zijn in Griekenland onder de naam "Sdrinias". Het gemeenschappelijk geloof is dat de families Zrinski en Frankopan zijn omgekomen na de executie van Wiener-Neustadt op 30 april 1671, omdat ze hun rol speelden in de samenzwering van Zrinski-Frankopan (Hongaars: samenzwering van Wesselényi) tegen keizer Leopold I. 

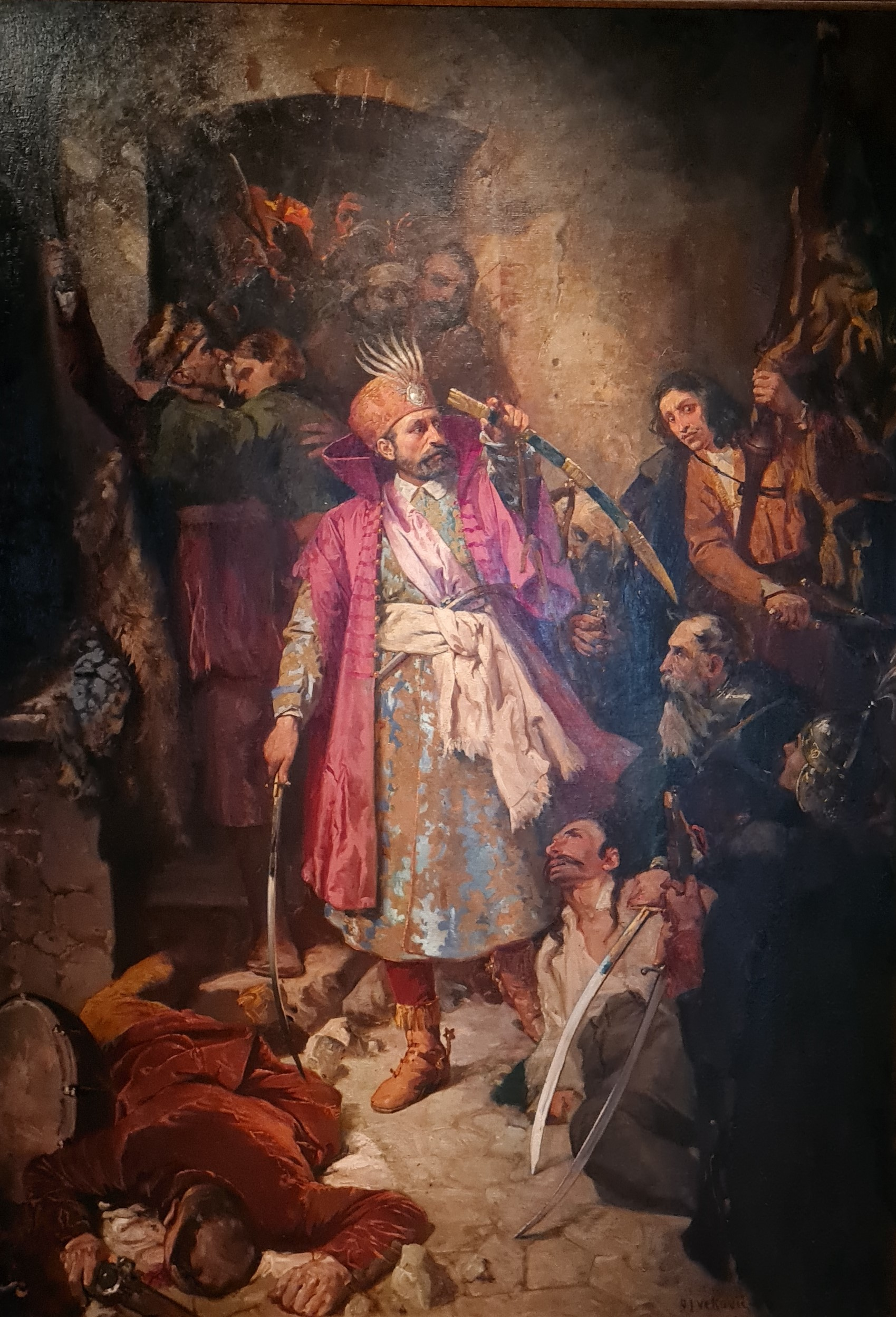
Portret van Nikola Šubić Zrinski door Oton Iveković

Onder de vele opmerkelijke figuren van de familie waren ook enkele vrouwen. Katarina Zrinska (1625-1673), een bekend dichter, werd geboren in de familie Frankopan en werd deel van de Zrinski's, omdat ze trouwde met Petar Zrinski. Haar dochter, Ilona Zrínyi was de vrouw van Frans I Rákóczi, prins van Transsylvanië. 

### Bans
De familie produceerde vier bans van Kroatië (onderkoningen).
- Nicolas IV (Kroatisch: Nikola Šubić Zrinski; Hongaars: Szigeti Zrínyi Miklós), (1508-1566, ban: 1542-1556)
- Georg V (Kroatisch: Juraj V Zrinski; Hongaars: Zrínyi György (bán)), (1599-1626, ban: 1622-1626)
- Nicolas VII (Kroatisch: Nikola VII Zrinski; Hongaars: Zrínyi Miklós), (1620-1664, ban: 1647-1664)
- Peter IV (Kroatisch: Petar Zrinski; Hongaars: Zrínyi Péter), (1621-1671, ban: 1665-1670)

## Zrinski in de kunst

### Zrinski in de literatuur en het theater
- Ivan Zajc: opera Nikola Šubić Zrinski (beroemde aria: U boj, u boj)
- Eugen Kumičić: Urota zrinsko-frankopansko

### Zrinski in schilderijen

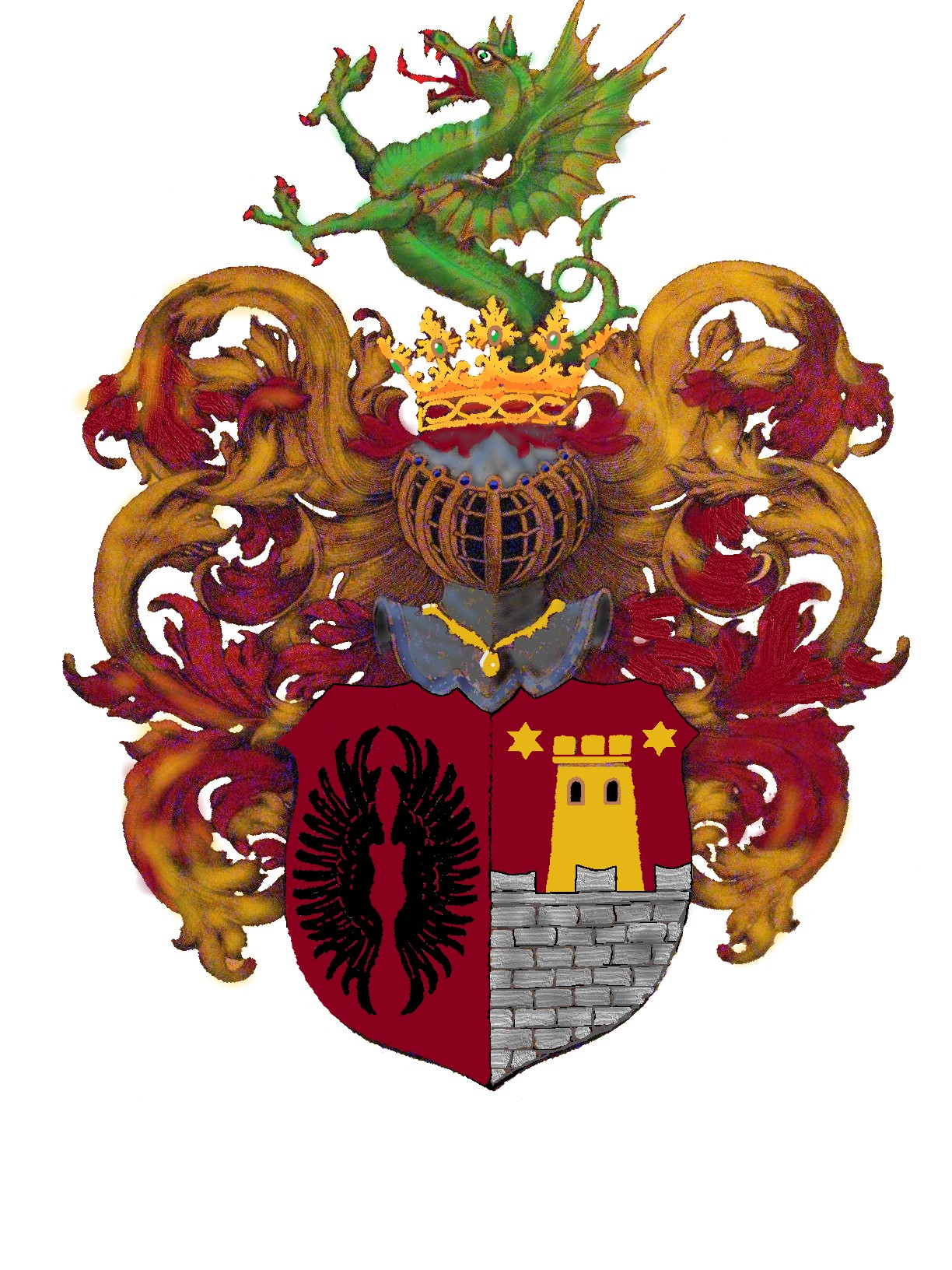
Nieuw wapenschild van de familie (sinds 1554)

De Zrinskis waren vaak een thema in de schilderijen van Oton Iveković
- Nikola Zrinski pred Sigetom
- Oproštaj Zrinskog i Frankopana od Katarine Zrinske
- Juriš Nikole Zrinskog iz Sigeta

Andere schilders:
- Miklós Barabás: Miklós Zrinyi
- Viktor Madarász: Miklós Zrinyi

### Zrinski in beeldhouwwerken
- In de citadel van Budapest